# Bourbaki-panorama
Het Bourbaki-panorama is een historisch panoramaschilderij in de Zwitserse stad Luzern. Het is het werk van de Zwitserse kunstenaar Edouard Castres dat in 1881 werd voltooid. De oorspronkelijke naam van het schilderij was L'Entrée de l'armée française aux Verrières. Het toont de ontwapening en internering van de Franse Armée de l'Est van de Franse generaal Charles-Denis Bourbaki in het neutrale Zwitserland aan het einde van de Frans-Pruisische Oorlog van 1870-1871.

## Beschrijving
Het panoramaschilderij is geschilderd met olieverf op 17 brede stroken jute en meet 9,8 × 112 meter (oorspronkelijk 14 × 112 meter)

## Geschiedenis

### Ontstaan
In de laatste fase van de Frans-Pruisische Oorlog vergezelde Edouard Castres Bourbaki's leger als vrijwilliger bij het Franse Rode Kruis. Als herinnering daaraan maakte hij een aantal olieverfschilderijen die uitgeputte en gewonde soldaten in de besneeuwde Jura uitbeelden. Zijn schilderijen werden opgemerkt door de ondernemer Benjamin Henneberg die hem opdracht gaf een panoramaschilderij te maken van de ontwapening van het Franse leger aan de Zwitserse grens in de gemeente Les Verrières.
Edouard Castres bezocht daarop de langgerekte vallei Val-de-Travers in de buurt van Les Verrières om hier voor het panorama het ideale uitkijkpunt te vinden van waaruit het hele landschap en de gebeurtenissen tot ver in de vallei te zien zouden zijn. In 1876 begon hij aan het eerste ontwerp in Genève. Hij werd hierbij geholpen door een groep van acht kunstschilders, waaronder Frederic Dufaux, Louis Dunki, William Henry Hebert, Gustave Beaumont en Ferdinand Hodler, voornamelijk leerlingen van Barthélemy Menn, bij wie Edouard Castres zelf ook had gestudeerd. In 1881 werd het doek voltooid. De volgende foto's tonen enkele details van het panoramaschilderijː

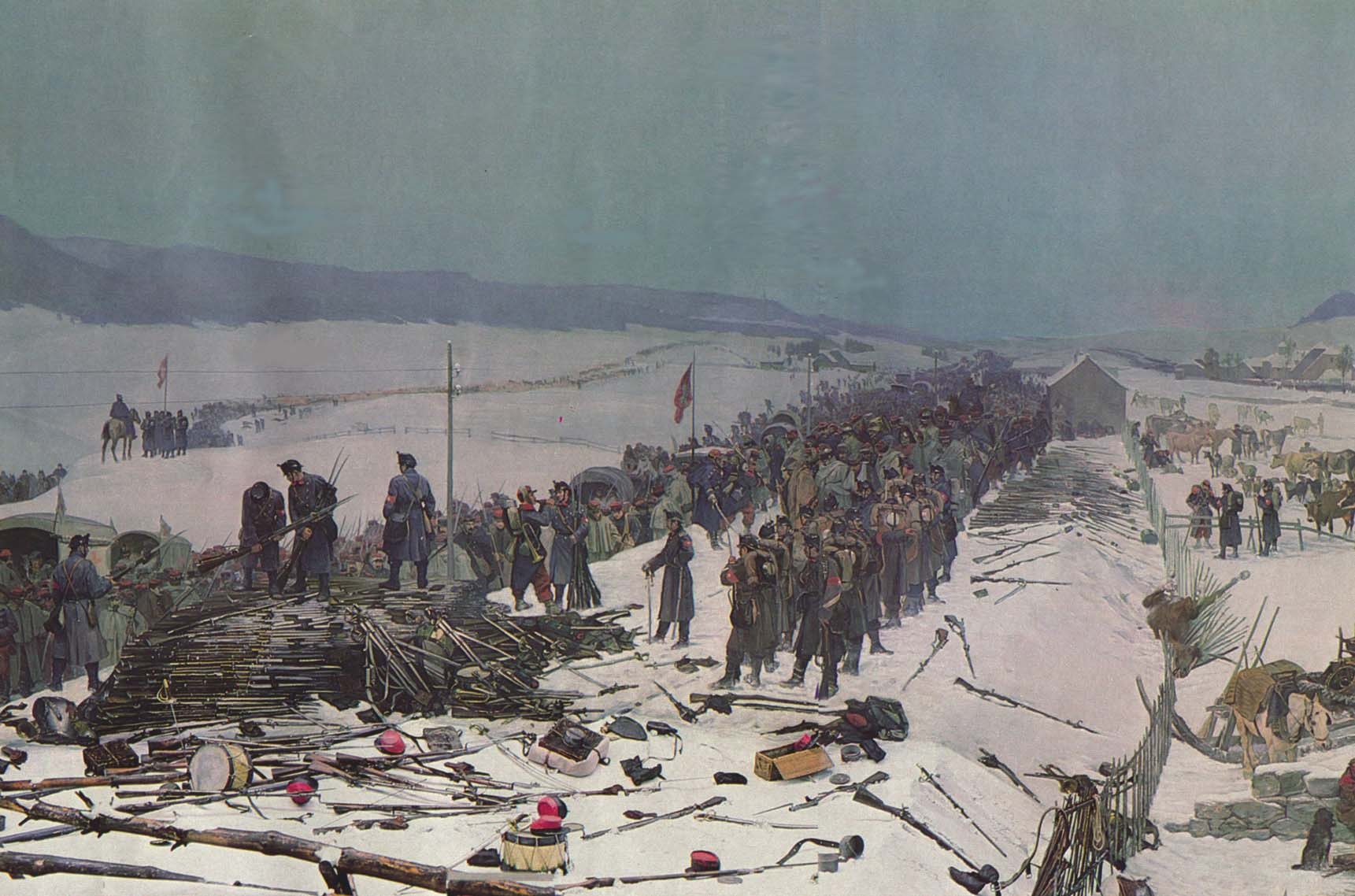
Ontwapening van het Bourbaki-leger bij het oversteken van de grens
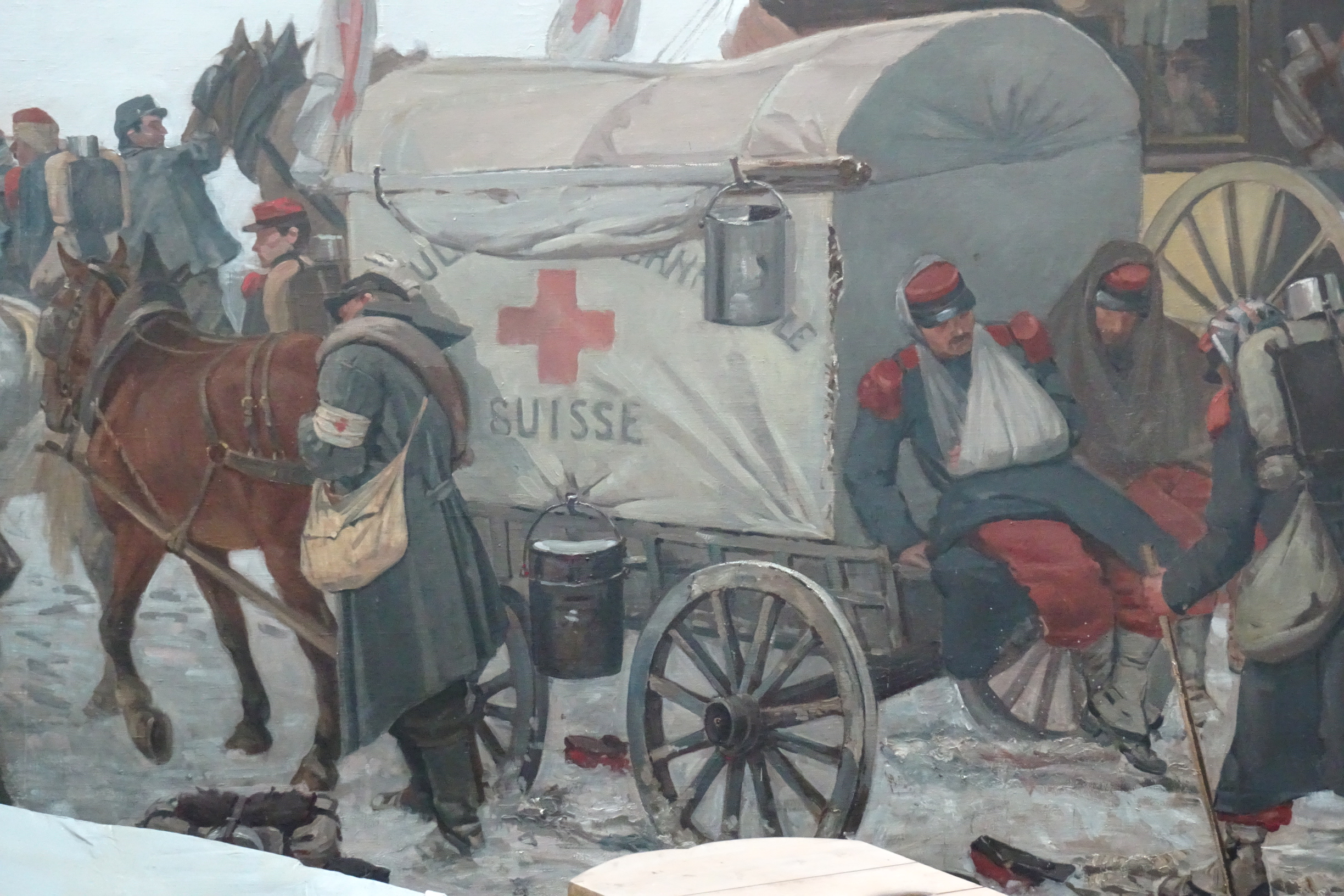
Ziekenwagen van het Rode Kruis met gewonden
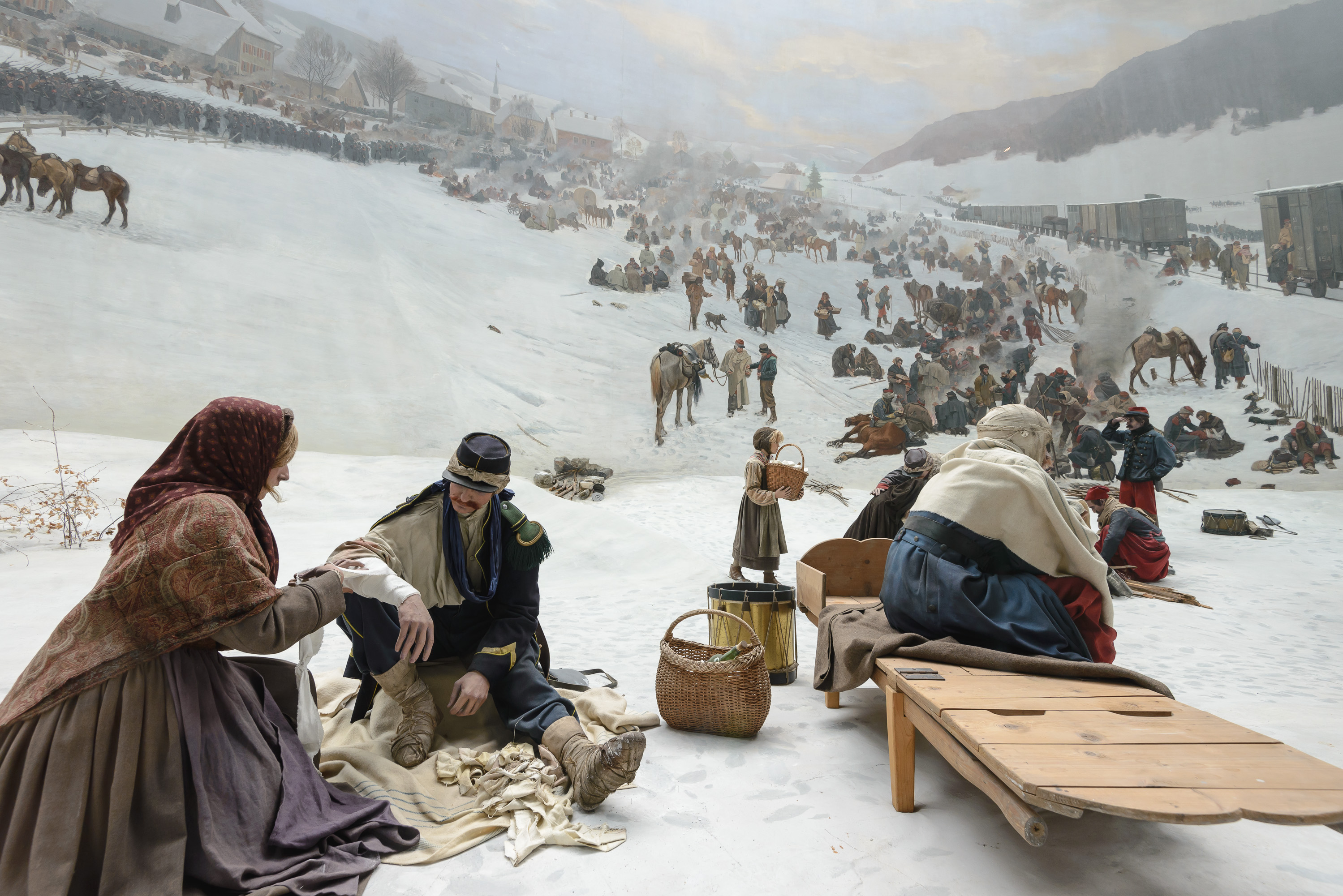
Verbinden van een soldaat (op het  driedimensionale faux-terrain op de voorgrond)

### Huisvesting
Henneberg liet in 1880 in Genève aan de Boulevard de Plainpalais (nu Boulevard Georges-Favon) door architect Jacques-Elysée Gossin voor het Bourbaki-panorama een panoramagebouw bouwen, waarin het werd geschilderd en van 1881 tot 1889 werd tentoongesteld.
In Luzern was een panoramagebouw gepland op de Löwenplatz voor een panoramaschilderij 
van de Slag bij Sempach door Louis Braun, een plan dat in 1885 mislukte. Vier jaar later nam Henneberg het plan over en liet er een panoramagebouw neerzetten voor zijn Bourbaki-panorama. In 1889 verhuisde het Bourbaki-panorama van Genève naar de nieuwe locatie in Luzern, waar het hetzelfde jaar werd geopend.

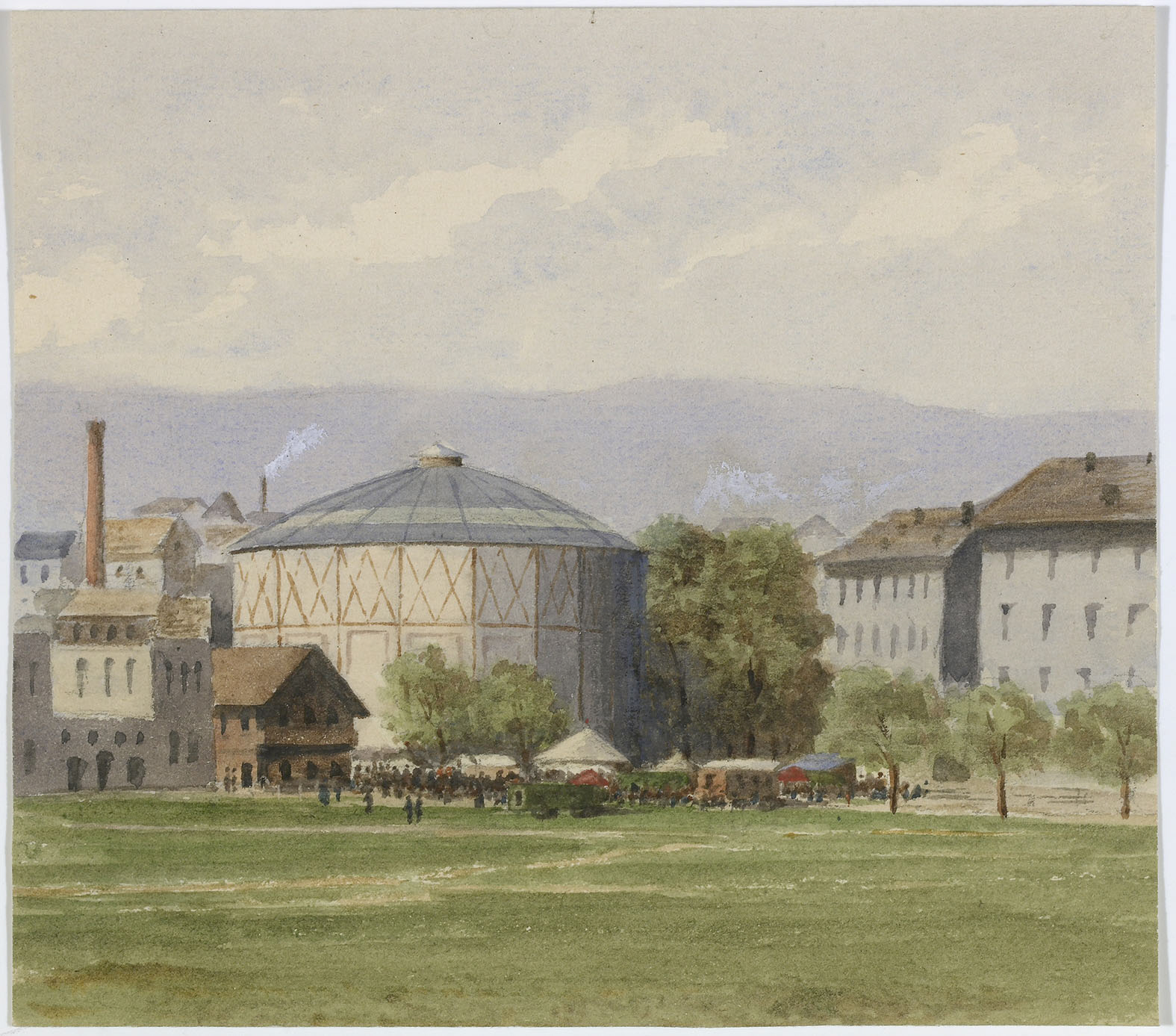
Het panoramagebouw in Genève in 1882
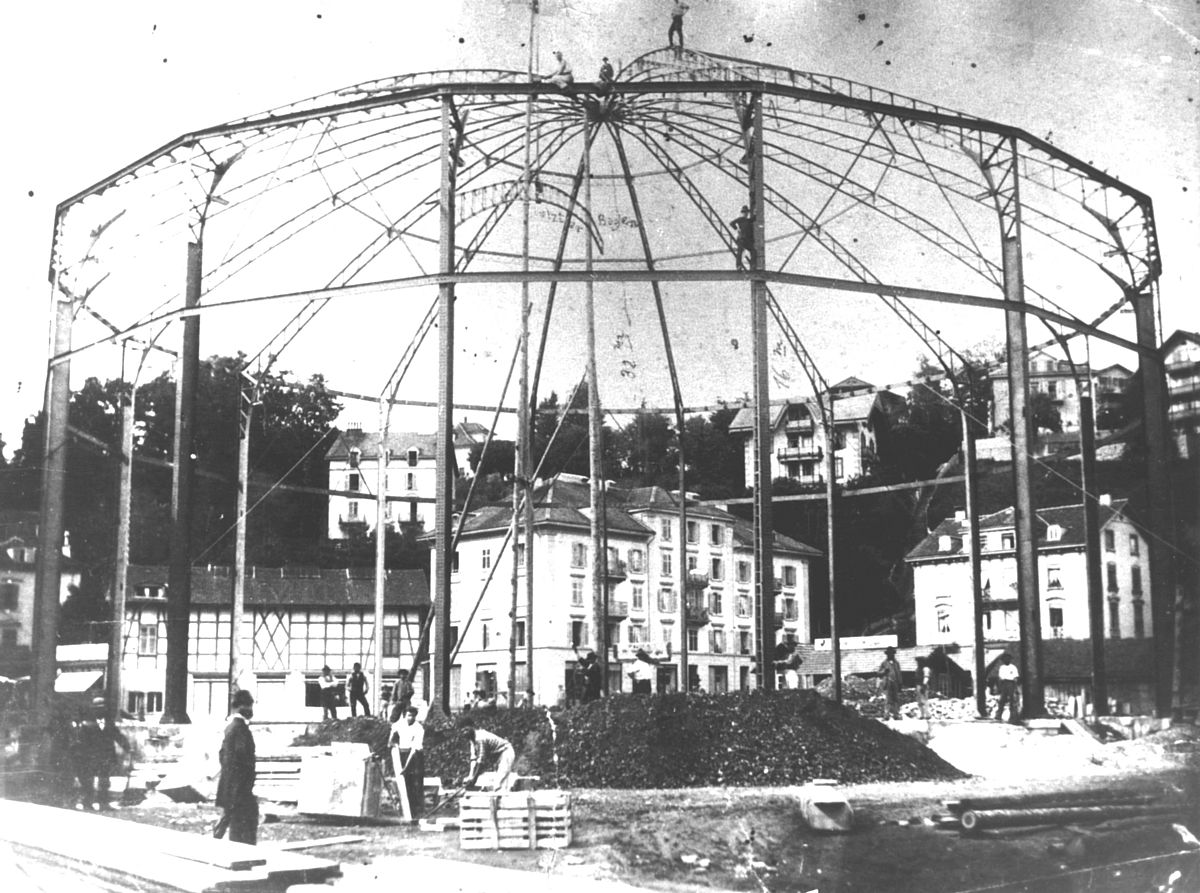
Het panoramagebouw in aanbouw in Luzern in 1889

In 1906 werd rond het panoramagebouw een winkelgalerij gebouwd. In 1925 moest Henneberg's zoon (David Alfred Henneberg) het panorama verkopen, vanwege de sterke concurrentie van de bioscoop. De koper, het bedrijf Koch & Söhne, veranderde de winkelgalerij in een voor die tijd ultramoderne parkeergarage, die werd uitgerust met een houten draaitafel en een  autolift van de firma Schindler. Bij de verbouwingen werd het panoramaschilderij twee keer ingekort en verloor het een derde van zijn hoogte, zodat het nu 9,8 meter hoog is.
Sinds het begin van de jaren 1980 zijn de Stiftung Bourbaki Panorama Luzern en de stad Luzern de nieuwe eigenaren van het panorama. Het gebouw werd in de jaren 1996 tot 2000 volledig gerenoveerd en herbergt nu naast het Bourbaki-panorama de stadsbibliotheek van Luzern, het gemeentelijk milieuadviescentrum, vijf bioscopen, een bar, een restaurant en verschillende winkels.

## Andere panorama's in Zwitserland
- Thun-panorama in de stad Thun
- Panorama Einsiedeln in de bedevaartplaats Einsiedeln
- Panorama van de Slag bij Murten (in depot) in de stad Murten